# Saizo Saito
Saizo Saito (斎藤 才三, Saito Saizo, né le 24 septembre 1908 à Osaka au Japon et mort le 30 novembre 2003) est un footballeur japonais.